# Club Atlético Newell's Old Boys
El Club Atlético Newell's Old Boys és un club de futbol argentí de la ciutat de Rosario, a la província de Santa Fe.

## Història
El club fou fundat el 3 de novembre de 1903 per alumnes i ex alumnes del Colegio Comercial Anglo-Argentino de Rosario. El nom del club fou un homenatge al director i entrenador de l'escola, l'immigrant anglès Isaac Newell.Els colors del club, negre i vermell van ser agafats de les banderes del Regne Unit i Alemanya (la dona d'Isaac Newell era alemanya). Els seus majors èxits han estat cinc campionats argentins, el primer el Metropolitano de 1974. A més ha estat dos cops finalista de la Copa Libertadores de América (1988 i 1992).
L'any 1949 va fer una brillant gira per Europa derrotant equips com l'Athletic Club de Bilbao, la selecció espanyola B i Tennis Borussia Berlin.

## Estadi
L'estadi Newell's Old Boys està situat al barri de Parque Independencia a Rosario.Des de 1911, l'ajuntament, el propietari, lloga l'estadi al club. Conegut com El Coloso del Parque, tenia una capacitat de 30.000 espectadors, abans de la seva remodelació de l'any 1997 (actualment és de 42.000).
El 2009, el camp va canviar el nom en Estadio Marcelo A. Bielsa en honor de l'entrenador argentí que és llegenda en el club. A més, la tribuna principal es diu Gerardo Daniel Tata Martino on hi ha un petit sector amb seients més exclusius que es diu Platea Vieja Amelia. La tribuna popular on està la barra es diu Diego Armando Maradona.

## Palmarès
- 7 lligues argentines de futboll: 1974 (Metropolitano), 1987/1988, 1990 (Apertura), 1990/1991 (Campeonato Primera División), 1992 (Clausura), 2004 (Apertura) i 2013 (Torneo Final).[15]

## Jugadors destacats
- Diego Armando Maradona (1993)
- Lionel Messi (categories inferiors)
- Gabriel Omar Batistuta (1981~1987, 1996~1997)
- Sergio Omar Almirón
- Abel Balbo (1987~1988)
- Fabián Basualdo
- Eduardo Berizzo (1989~1993)
- José Canteli (1941)
- Ariel Cozzoni (1985-1988, 1989-1991, 1993)
- Gustavo Dezotti
- Aldo Duscher
- Américo Rubén Gallego
- Sergio Goycochea (1997~1998)
- Ariel Graziani
- Gerardo Martino
- Alfredo Mendoza (1992)
- Alfredo Obberti (1970-1975)
- Ariel Ortega (2004~2006)
- Mauricio Pochettino (1988~1993)
- Víctor Ramos (1978-1984, 1987-1989)
- Maxi Rodríguez (1999~2002)
- Mauro Rosales (2001~2004)
- Walter Samuel (1996~1997)
- Néstor Sensini (1985~1989)
- Justo Villar (2004~)
- José Yudica
- Mario Zanabria
- Julio Zamora
- Julio César Baldivieso
- David Trezeguet
- Éver Banega
- Ignacio Scocco
- Mauro Formica
- Ricardo Rocha